# Benjamin Hedges
Benjamin Hedges   (Plainfield, 8 de juny de 1907 - Nova York, 31 de desembre de 1969) va ser un atleta estatunidenc, especialista en el salt d'alçada, que va competir durant les dècades de 1920 i 1930.
El 1928 va prendre part en els Jocs Olímpics d'Amsterdam, on guanyà la medalla de plata en la prova del salt d'alçada del programa d'atletisme.
Abans de graduar-se per la Universitat Princeton el 1930, Hedges guanyà el títol de salt d'alçada de l'IC4A de 1929. Lluità en la Segona Guerra Mundial, on guanyà 13 Battle Stars per les seves accions al Pacífic.

## Millors marques
- Salt d'alçada. 1,981 m (1932)[1][3]